# Altenhofer Straße 16 (Solingen)
Das Gebäude Altenhofer Straße 16 ist ein denkmalgeschütztes repräsentatives Wohngebäude in der bergischen Großstadt Solingen. Es befindet sich im Stadtteil Wald.

## Geschichte
Die Walder Brüder und Fabrikanten Ernst und Carl Schulder beauftragten 1879 den ebenfalls aus Wald stammenden Architekten Gerhard Buschmann mit der Planung von zwei benachbarten, nahezu baugleichen Zwillingsbauten an der Altenhofer Straße 16 und der heutigen Friedrich-Albert-Lange-Straße 1. Die in ihrem Eigentum befindliche Bügelfabrik befand sich in direkter Nachbarschaft an der damaligen Kurze Straße, heute Friedrich-Albert-Lange-Straße. Diese Gegend etablierte sich ab den 1870er Jahren als kleines Villenviertel in der damaligen Bürgermeisterei Wald.
Das Wohnhaus an der Altenhofer Straße 16 wurde ursprünglich für Ernst Schulder errichtet. 1884 wurde eine hölzerne Veranda nach Westen angebaut. Trotz Eigentümerwechseln blieb die äußere wie innere Ausstattung des Hauses bis in die Details erhalten. Am 28. Dezember 1984 wurde es unter der Nummer 425 in die Denkmalliste der Stadt Solingen eingetragen.
Nach einem Eigentümerwechsel widmete sich die neue Eigentümerin Annette Zech etwa 10 Jahre der denkmalgerechten Sanierung des Wohnhauses, die 2021 abgeschlossen wurde. Finanziell gefördert wurde die Sanierung durch Mittel aus der Denkmalförderung des Landes Nordrhein-Westfalen. Für ihre Bemühungen um den Erhalt des Gebäudes erhielt die Eigentümerin den Denkmalschutzpreis 2021 des Bergischen Geschichtsvereins, Abteilung Solingen e. V. verliehen.

## Architektur
Bei dem Gebäude handelt es sich um ein zweigeschossiges Fachwerkhaus mit Putzsockel und Schieferfassade auf einem quadratischen Grundriss. Das Haus wird durch ein sehr flaches Walmdach gedeckt. Es verfügt über einige Elemente, die sich stilistisch dem Neoklassizismus zuordnen lassen. Dazu zählen etwa die kubische Bauform, das Kranzgesims mit Klötzchenfries an der Außenfassade sowie Elemente im Innern des Hauses.:39f. Bemerkenswert ist die 1884 angebaute hölzerne Veranda mit Buntglasfenstern und Holzvertäfelung sowie zwei baugebundenen Gemälden auf Leinwand, die Motive der Rheinromantik zeigen.
Das Haus ist ein typisches Beispiel für die Architektur in Solingen im ausgehenden 19. Jahrhundert, bei der traditionelle Bauweisen des Bergischen Hauses aufgegriffen und mit damals modernen Elementen des Historismus und des Klassizismus vereinigt wurden.